# Верхне-Гниловское кладбище
Верхне-Гниловско́е кла́дбище — кладбище в Ростове-на-Дону.

## История
Верхне-Гниловское кладбище находится в Железнодорожном районе Ростова-на-Дону. Его территория ограничена тремя улицами — Портовая, Кулагина и Международная. Общая площадь — 4,5 га.
Захоронения на кладбище производятся c XIX века. Было действующим до 1972 года, когда открылось Северное кладбище. Много лет захоронения на нем были запрещены. В 1998 году, когда на Северном кладбище обострилась ситуация с новыми местами, на Верхне-Гниловском кладбище возобновились подзахоронения в родственные могилы.
Во время войны на этом кладбище были похоронены в братских могилах бойцы, павшие при освобождении Ростов, в их память создан мемориал. На главной аллее также создан мемориал летчикам, погибшим при крушении вертолёта «Ми-6» в 1969 году.

## Известные люди, похороненные на кладбище
На Верхне-Гниловском кладбище похоронен моряк (машинист) с крейсера «Аврора» В. С. Щербаков (1891—1967).
Также здесь похоронен юный ростовский герой Великой Отечественной войны Женя Репко.